# Grigol Kiladse
Grigol Kiladse (georgisch გრიგოლ კილაძე; russisch Григорий Варфоломеевич Киладзе, Grigori Warfolomejewitsch Kiladse, wiss. Transliteration Grigorij Varfolomeevič Kiladze; Schreibweise auch Kilaje; * 12. Oktoberjul. / 25. Oktober 1902greg. in Batumi, Russisches Kaiserreich; † 3. April 1962 in Tiflis, Georgische SSR, Sowjetunion) war ein georgisch-sowjetischer Komponist, Dirigent und Hochschullehrer.  

## Leben
Aufgewachsen im westgeorgischen Batumi, gründete Kiladse 1922 die Gesellschaft junger georgischer Musiker und trat in dieser Zeit auch erstmals als Dirigent in Erscheinung. Anschließend studierte er Komposition, zunächst von 1924 bis 1927 am Konservatorium Tiflis bei Michail Ippolitow-Iwanow, dann von 1927 bis 1929 am Leningrader Konservatorium bei Wladimir Schtscherbatschow. Zu seinen Lehrern zählten auch Dimitri Arakischwili und Pjotr Rjasanow. Am Konservatorium Tiflis schloss er sein Studium 1931 bei Sargis Barchudarjan ab.
Bereits während des Studiums war er ab 1929 auch als Dirigent der Georgischen Philharmonie und als musikalischer Leiter am Akademischen Schota-Rustaweli-Theater tätig. 1931 begann er seine Lehrtätigkeit am Konservatorium Tiflis, ab 1941 unterrichtete er dort als Professor und prägte die Hochschule jahrelang auch als Direktor (1938–1941 und 1945–1952). Daneben wirkte er als Vorsitzender des Georgischen Komponistenverbands (1937–1938). Während des Zweiten  Weltkriegs war er Direktor des Staatlichen Sacharia-Paliaschwili-Theaters für Oper und Ballett (1941–1945). 1952 bis 1953 wirkte er als Chefdirigent der Georgischen Philharmonie, 1954 bis 1962 als Dirigent und künstlerischer Leiter des Opernstudios am Konservatorium. Im April 1962 starb er im Alter von 59 Jahren in Tiflis.

## Schaffen
Kiladse gilt als einflussreicher Vertreter der klassischen Musik in Georgien zu frühen Sowjetzeiten. Er schrieb Opern, u. a. über Ereignisse aus der Geschichte um die historische Festung Bachtrioni (Tbilissi 1936) oder über den Revolutionär und Stalin-Mentor Lado Kezchoweli (Ла́до Кецхове́ли) (ebd. 1940). Darüber hinaus hinterließ er ein Ballett, 2 Sinfonien, 2 Suiten und weitere Orchesterwerke, außerdem Vokalsinfonik, Chöre und Musik fürs Theater. In seinen Kompositionen bezog er sich u. a. auf georgische Autoren wie Ilia Tschawtschawadse (1837–1907), Iossif Gedewanischwili (1872–1939) und Polikarpe Kakabadse (1895–1972). Er komponierte auch Filmmusik und arbeitete dabei u. a. mit dem Regisseur Micheil Tschiaureli (Arsena, 1937) und dem Choreographen Wachtang Tschabukiani (Qartuli baletis ostatebi, 1955) zusammen. Kiladses Musik bewegt sich im Rahmen des verordneten Sozialistischen Realismus und ist geprägt von der Volksmusik und der tänzerischen Folklore des Landes.
Nur wenige Werke sind auf Tonträger erhalten, bekannt wurde vor allem seine erste Orchestersuite (Georgische) aus dem Jahr 1925. Eingespielt wurde sie von dem Dirigenten Ewgeni Mikeladse, der 1937 zu Zeiten des Stalin-Terrors ermordet wurde.

## Auszeichnungen
1941 wurde er mit dem Titel Verdienter Künstler der Georgischen SSR ausgezeichnet. Den Stalinpreis bekam er zwei Mal verliehen, 1941 für das sinfonische Poem Der Einsiedler (Гандегили/Отшельник, 1936) und 1948 für das Ballett Licht (Синатле/Свет, 1947).

## Familie
Sein Sohn Lile Grigorjewitsch Kiladse (1928–1978), ein Schüler von Alexander Gauk, war ebenfalls als Dirigent tätig.